# Маркітан Павло Пилипович
Павло́ Пили́пович Маркіта́н (листопад 1887 , Глібки, Старокостянтинівський повіт, Волинська губернія, Російська імперія  — 25 жовтня 1937 , Київ ) — український радянський державний та партійний діяч, 1-й секретар Чернігівського обкому КП(б)У. Кандидат у члени ЦК КП(б)У (1924—1925, 1927—1929). Член Центральної контрольної комісії КП(б)У (1925—1927). Член ЦК КП(б)У (квітень 1929 — серпень 1937). Кандидат у члени Оргбюро ЦК КП(б)У (червень 1928 — червень 1930). Член Оргбюро ЦК КП(б)У (черевь — серпень 1937). Активний організатор Голодомору.
Жертва Великого терору.

## Біографія
Народився в листопаді 1887 року в родині селянина-середняка в селі Глібки, тепер Красилівський район, Хмельницька область, Україна. У квітні 1898 — вересні 1905 року — сезонний робітник на сільськогосподарських роботах в рідному селі. У вересні 1905 — червні 1908 року — учень церковно-учительської школи в місті Житомирі та селі Дермані. У червні 1908 році закінчив церковно-учительську школу в селі Дермані Дубенського повіту Волинської губернії. У червні — вересні 1908 року — на сільськогосподарських роботах в господарстві батьків у селі Глібках.
У вересні 1908 — вересні 1911 року — учитель початкової церковноприходської школи села Русивель Острозького повіту Волинської губернії. У вересні 1911 — червні 1914 року — учитель двокласного сільського училища села Западинці Старокостянтинівського повіту Волинської губернії.
У червні 1914 — квітні 1917 року — в російській царській армії. Служив пекарем 64-ї польової хлібопекарні, писарем в управлінні інтенданта, рядовим 173-го запасного батальйону 29-го корпусу Південно-Західного і Західного фронтів. У квітні — серпні 1917 року — юнкер Чугуївського військового училища Харківської губернії. У серпні — вересні 1917 року — прапорщик, член Ради солдатських депутатів 135-го піхотного полку в місті Балашові Саратовської губернії.
У вересні 1917 — липні 1919 року — секретар, голова Балашовського повітового революційного комітету Саратовської губернії.
Член РКП(б) з травня 1918 року.
У серпні 1919 — березні 1920 року — військовий комісар штабу оборони РВР 9-ї армії і політичний працівник політичного відділу 9-ї армії Південного фронту. У квітні — листопаді 1920 року — політичний працівник політичного відділу Кавказького фронту. У листопаді 1920 — травні 1921 року — уповноважений особливого відділу 28-ї дивізії і Азербайджанської армії в містах Баку і Ленкорань.
У червні 1921 — квітні 1923 року — секретар Новочеркаського окружного комітету ВКП(б) Донської області. У квітні 1923 — березні 1924 року — завідувач організаційно-інструкторського відділу Донського обласного комітету ВКП(б) в місті Ростові-на-Дону.
У квітні 1924 — травні 1925 року — відповідальний секретар Подільського губернського комітету КП(б)У.
У травні 1925 — травні 1926 року — відповідальний інструктор, завідувач організаційно-інструкторського відділу Центральної контрольної комісії КП(б)У — Наркомату робітничо-селянської інспекції УСРР у місті Харкові.
У травні 1926 — лютому 1927 року — відповідальний секретар Одеського окружного комітету КП(б)У.
У березні 1927 — вересні 1928 року — завідувач Головполітпросвіту Народного комісаріату просвіти Української РСР, завідувач агітаційно-пропагандистського відділу ЦК КП(б)У в Харкові.
У вересні 1928 — серпні 1930 року — відповідальний секретар Криворізького окружного комітету КП(б)У.
У серпні — листопаді 1930 року — відповідальний секретар Криворізького міського комітету КП(б)У.
У 1930—1932 року — завідувач відділу культури і пропаганди ленінізму ЦК КП(б)У в Харкові.
У січні — липні 1932 року — 2-й секретар Київського обласного комітету КП(б)У. У липні — жовтні 1932 року — 2-й секретар Одеського обласного комітету КП(б)У.
У жовтні 1932 — січні 1934 року — 1-й секретар Організаційного бюро ЦК КП(б)У по Чернігівській області. У січні 1934 — серпні 1937 року — 1-й секретар Чернігівського обласного комітету КП(б)У. Активний організатор Голодомору, геноциду спрямованого на винищення українців.
28 серпня 1937 року заарештований. 25 жовтня 1937 року розстріляний на подвір'ї Лук'янівської в'язниці в Києві.